# Волков, Константин Константинович
Константи́н Константи́нович Во́лков (1869 — после 1917) — член III Государственной думы от Киевской губернии, священник.

## Биография
Сын священника.
По окончании Киевской духовной семинарии в 1891 году, в течение четырёх лет состоял учителем, сначала сельским, а затем в Киеве.
В 1895 году был рукоположен в священники, священствовал в селе Пищаники Каневского уезда. В 1907 году, по выбору окружного духовенства, был назначен благочинным.
В 1907 году был избран членом III Государственной думы от Киевской губернии. Входил во фракцию умеренно-правых, с 3-й сессии — в русскую национальную фракцию. Состоял членом комиссий: по народному образованию, по переселенческому делу и по вероисповедным вопросам.
Судьба после 1917 года неизвестна. Был женат.